# Cécile Guidot
Cécile Guidot est une romancière française, née le 23 février 1981, à Beaune, en Côte-d'Or.

## Biographie
Née d'un père agriculteur et d'une mère coiffeuse, elle a grandi, avec sa sœur, en Bourgogne dans la ferme familiale. Son enfance en liberté la marque profondément. Sur les conseils de son professeur de français de 5e, elle commence à écrire. Elle obtient son baccalauréat littéraire avec mention bien.
En 1999, elle entre aux cours Florent qu'elle suit pendant deux ans.
Après des études de droit, elle obtient le diplôme de notaire, et exerce, pendant dix ans, le métier de notaire au sein d'offices notariaux parisiens .
Lors d'un séjour aux Etats-Unis, elle commence à écrire sur le monde des notaires, avec l'idée d'une "trilogie à plusieurs voix pour avoir le temps de dessiner, à travers des itinéraires, des histoires de famille, de couples singuliers, une sorte de panorama de la société contemporaine",.
De retour en France, Cécile Guidot s'inscrit à un atelier d'écriture organisé par Le Figaro et animé par Mohammed Aissaoui, journaliste au Figaro, et Anne-Sophie Stéfanini, éditrice aux éditions Jean-Claude Lattès, qui lui signe un contrat .
En avril 2019, son premier roman intitulé Les Actes, publié aux éditions JC Lattès, premier volet de sa trilogie romanesque dans le monde des notaires, est vendu à plus de 20 000 exemplaires,,. Il figure dans la première sélection des Prix Révélations 2019 de la SGDL . Cinq producteurs de télévision ont fait une offre pour son adaptation en série,,.
En juin 2020, elle publie son deuxième roman intitulé Les Volontés, aux éditions JC Lattès, deuxième volet de sa trilogie notariale .
En avril 2021, elle publie son troisième roman intitulé Les Vanités, aux éditions JC Lattès, troisième et dernier volet de sa trilogie,,.
En mai 2023, paraît La Fascination, aux éditions JC Lattès, roman plus intimiste qui explore l'âge délicat de l'adolescence à travers la fascination d'une élève pour sa professeure,,,

## Publications
- Les Actes, éd. JC Lattès, 2019  (ISBN 978-2-253-93444-8), publié au Livre de Poche en 2020 (sélection prix des lecteurs 2020) [19].
- Les Volontés, éd. JC Lattès, 2020  (ISBN 978-2709666961)[20], publié au Livre de Poche le 7 avril 2021 [21].
- Les Vanités, éd. JC Lattès, 2021  (ISBN 978-2709668545)[22], publié au Livre de Poche le 12 avril 2023 [23].
- La Fascination, éd. JC Lattès, 2023  (ISBN 978-2-7096-7204-7) [24].